# Mona Bräuer
Mona Bräuer (* 28. Juni 1961 in Baden-Baden) ist eine deutsche Filmeditorin.

## Leben
Mona Bräuer absolvierte zunächst eine Fotografenlehre. Nach einem Schnittassistenz-Volontariat beim Südwestrundfunk wurde sie ab 1990 als freie  Editorin tätig, überwiegend für Kinospielfilme. Zu den Regisseuren, mit denen sie mehrfach zusammengearbeitet hat, gehören Pepe Danquart, Sherry Hormann und Leander Haußmann.
Eine ihrer ersten Filme mit Danquart war Schwarzfahrer, welcher 1994 mit dem Oscar für den besten Kurzfilm ausgezeichnet wurde. Bräuer hat seitdem auch mehrere Schnittpreise gewonnen: Für Die Nacht, in der ganz ehrlich überhaupt niemand Sex hatte von Regisseur Christoph Schrewe wurde sie 2002 mit dem  Deutschen Fernsehpreis ausgezeichnet. Für den Dokumentarfilm Höllentour von Pepe Danquart und Werner Schweizer erhielt sie 2004 den Preis der deutschen Filmkritik. Ein weiterer Danquart-Film, Am Limit, brachte ihr 2008 den Deutschen Kamerapreis für den besten Schnitt ein.
Mona Bräuer ist Mitglied der Deutschen Filmakademie und im Bundesverband Filmschnitt Editor e. V. (BFS).

## Filmografie (Auswahl)
- 1990: Die Piefke-Saga (Schnittassistenz)
- 1992: Schwarzfahrer (Kurzfilm)
- 1994: Das Phantom – Die Jagd nach Dagobert
- 1995: Unter der Milchstraße
- 1996: Roula – Dunkle Geheimnisse
- 1997: Bandagistenglück
- 1998: Geiselfahrt ins Paradies
- 2000: Heimspiel
- 2001: Verliebte Jungs (Fernsehfilm)
- 2001: Bella Martha
- 2002: Die Nacht, in der ganz ehrlich überhaupt niemand Sex hatte
- 2004: Crazy Race 2 – Warum die Mauer wirklich fiel
- 2004: Höllentour (Dokumentarfilm)
- 2004: Cowgirl
- 2005: Popp Dich schlank!
- 2006: Der freie Wille
- 2007: Die Unerzogenen
- 2007: Am Limit (Dokumentarfilm)
- 2007: Die Alpen (Dokumentarfilm)
- 2008: Fleisch
- 2008: Robert Zimmermann wundert sich über die Liebe
- 2009: This Is Love
- 2010: Die 4. Revolution – Energy Autonomy (Dokumentarfilm)
- 2010: Im Alter von Ellen
- 2011: Das Blaue vom Himmel
- 2011: Dreiviertelmond
- 2012: Das Wochenende
- 2012: Jesus liebt mich
- 2013: Layla Fourie
- 2013: 3096 Tage
- 2014: Miss Sixty
- 2014: Atlantic.
- 2014: Hin und weg
- 2015: Voll Paula!
- 2015: Ein Atem
- 2017: Das Pubertier – Der Film
- 2017: Auf der anderen Seite ist das Gras viel grüner
- 2018: Der Polizist und das Mädchen
- 2018: Winterherz – Tod in einer kalten Nacht
- 2019: Hartwig Seeler – Gefährliche Erinnerung
- 2019: Was gewesen wäre
- 2019: Totgeschwiegen
- 2020: Tatort: Die Nacht gehört dir
- 2021: Mutter kündigt
- 2021: Ferdinand von Schirach: Feinde – Gegen die Zeit
- 2021: Ferdinand von Schirach – Glauben
- 2022: Der Parfumeur
- 2022: Und ihr schaut zu
- 2024: Tatort: Trotzdem
- 2024: Im Netz der Gier

## Preise und Auszeichnungen
- 2002: Deutscher Fernsehpreis (bester Schnitt) für Die Nacht, in der ganz ehrlich überhaupt niemand Sex hatte
- 2004: Preis der deutschen Filmkritik (bester Schnitt) für Höllentour
- 2008: Deutscher Kamerapreis (bester Schnitt) für Am Limit